# Isola Willis
Willis Island (o South Cay) è l'unica isola abitata permanentemente nel territorio delle isole del mar dei Coralli, un territorio esterno dell'Australia, situato oltre la Grande barriera corallina nel mar dei Coralli, circa 450 chilometri ad est di Cairns. L'isola è la più meridionale delle Willis Islets, un gruppo di tre piccole isole; le altre due si chiamano rispettivamente North Cay e Middle Cay (o Middle Islet).
Willis Island è lunga circa 500 m e larga 150 m; ha un'area di 7,7 ha e un'altezza massima di 9 m.
L'ufficio meteorologico nazionale (Bureau of Meteorology) ha una stazione meteorologica sull'isola fin dal 1921.

## Fauna
Tra gli uccelli più comuni che abitano l'isola c'è la berta codacorta, la sterna fuligginosa, la sterna stolida bruna e nera e la fregata minore. Tra gli uccelli migratori che passano dall'isola: la sula mascherata, la sula fosca e la sula piedirossi.
Middle Cay, circondata dalla barriera corallina e da spiagge di sabbia bianca, è un importante sito di nidificazione delle tartarughe.